# La fornarina (film)
Pour plus de détails, voir Fiche technique et Distribution.
La Fornarina est un film italien réalisé par Enrico Guazzoni, sorti en 1944.

## Synopsis
A Rome, pendant la Renaissance, le jeune peintre Raffaello Sanzio rencontre Margherita, une fille du peuple, qu'il en fait son modèle pour le tableau La fornarina. Ils deviennent ensuite amants et vivent ensemble. La jeune fille lui inspirera également quelques Madone mais cette relation suscite les jalousies d'une belle aristocrate qui ordonne secrètement l'enlèvement de la jeune fille. Le peintre tombe alors dans un état de prostration et fait tout pour retrouver Margherita. Lorsqu'il la retrouve il est trop tard car, miné physiquement et moralement, il subit un effondrement qui le conduit à la mort, le jour même de la procession du Vendredi Saint.

## Fiche technique
- Titre : La Fornarina
- Réalisation : Enrico Guazzoni
- Scénario : Giorgio Pastina, Alberto Casella, Tomaso Smith et Tullo Gramantieri d'après le roman de ce dernier
- Photographie : Giuseppe La Torre
- Montage : Duilio A. Lucarelli
- Musique : Ezio Carabella
- Pays d'origine : Royaume d'Italie
- Format : Noir et blanc - Mono
- Genre : drame
- Date de sortie : 1944

## Distribution
- Lída Baarová : Margarita Luti, la Fornarina
- Walter Lazzaro : Raphaël
- Anneliese Uhlig : Éléonore d'Este
- Loredana : Maria Dovizi da Bibbiena
- Luigi Pavese : Sebastiano del Piombo
- Amilcare Pettinelli : Agostino Chigi
- Ugo Sasso : Marzio Taddei
- Giorgio Costantini : Jules Romain
- Vinicio Sofia : Baviera
- Cesare Fantoni : Bernardo Dovizi da Bibbiena
- Pio Campa : Jules II
- Nino Marchesini : le gouverneur de Rome
- Ernesto Zanon : Bramante
- Giovanni Onorato : Quirino
- Aristide Garbini : Cola
- Umberto Spadaro : Un client de l'osteria